# Férel
Férel is een  gemeente in het Franse departement Morbihan (regio Bretagne). De plaats maakt deel uit van het arrondissement Vannes. De gemeente telde 3.445 inwoners op 1 januari 2022.

## Geografie
De oppervlakte van Férel bedroeg op 1 januari 2022 28,9 vierkante kilometer; de bevolkingsdichtheid was toen 119,2 inwoners per km².

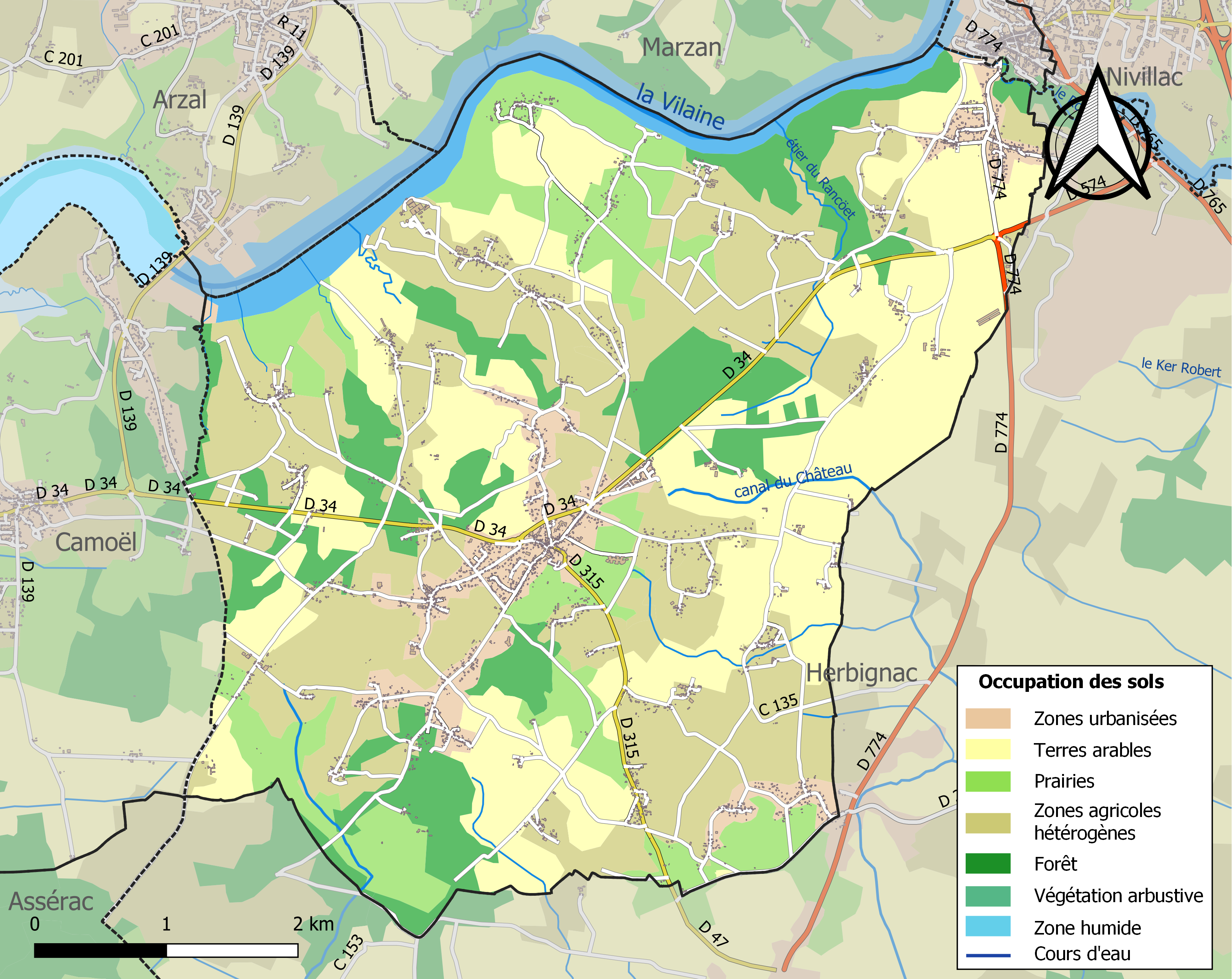
Kaart van de gemeente met de belangrijkste infrastructuur, bodemgebruik en omliggende gemeenten

## Demografie
Onderstaande figuur toont het verloop van het inwonertal, bron: INSEE-tellingen. 